# Марьино (село, Некоузский район)
Марьино — село в Некоузском районе Ярославской области России. 
В рамках организации местного самоуправления входит в Веретейское сельское поселение, в рамках административно-территориального устройства — в Веретейский сельский округ.

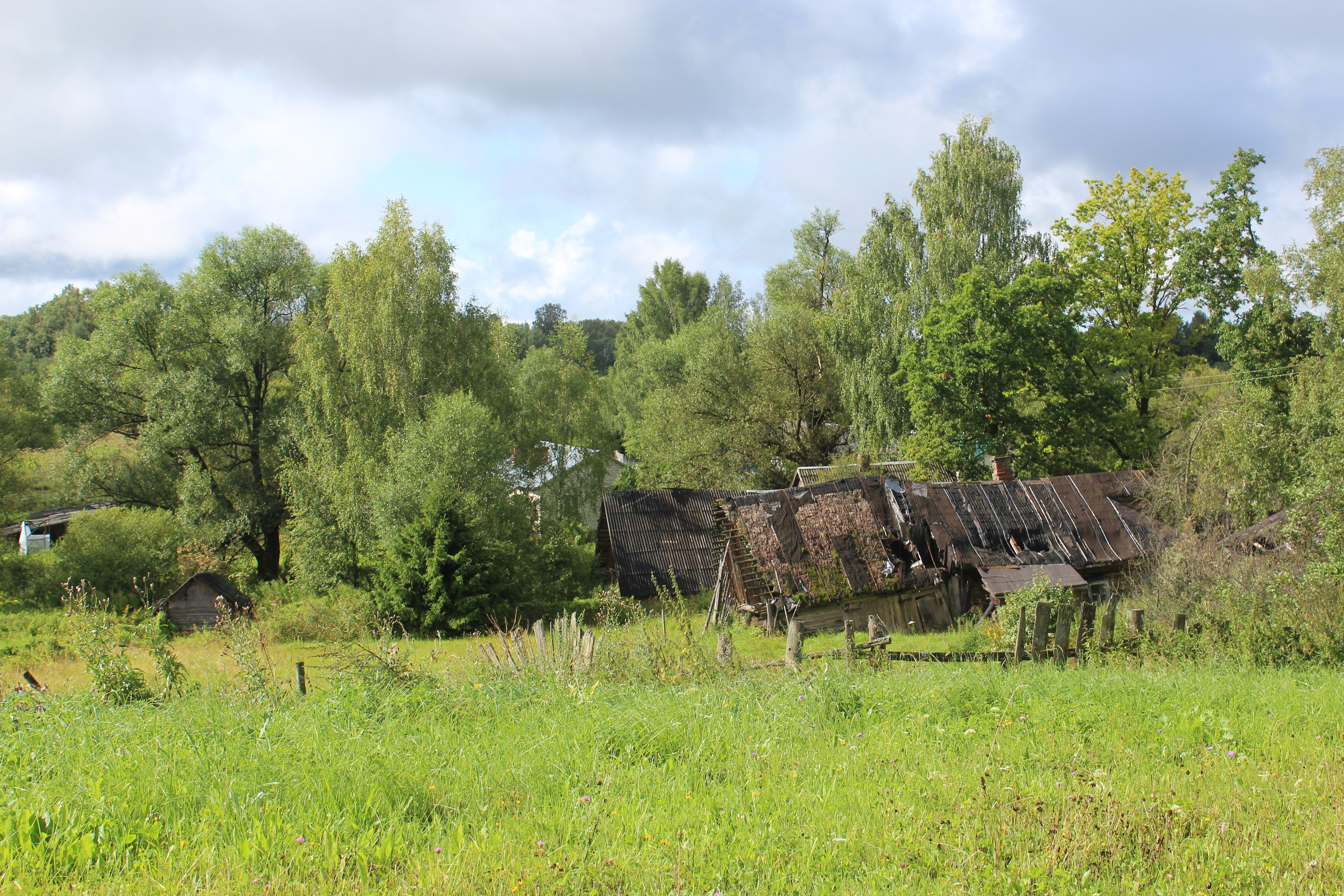
Ветхие дома в селе Марьино

## География
Расположено на реке Ильд, в 109 км к северо-западу от Ярославля и в 14 км к северо-востоку от райцентра, села Новый Некоуз.

## История
Огромную роль в становлении села Марьино оказал Алексей Иванович Мусин-Пушкин. При нем и на его средства в центре села Марьино на месте прежней деревянной церкви был построен и в 1781 году освящен каменный храм в честь Благовещения Пресвятой Богородицы. Этот храм был элементом усадебного комплекса Андреевское. Престолов в храме было три: в настоящей холодной — Благовещения Пресвятой Богородицы и в зимнем придельном храме — во имя Святители и Чудотворца Николая и Св. Великомученика Дмитрия Солунского. Зимний придельный храм в 1901 году заново перестроен на средства Санкт-Петербургских Купцов Ершовых. 
В конце XIX — начале XX века село являлось центром Марьинской волости Мологского уезда Ярославской губернии.
С 1929 года село являлось центром Марьинского сельсовета Некоузского района, с 1954 года — в составе Лацковского сельсовета, в 1980-е годы — в составе Веретейского сельсовета, с 2005 года — в составе Веретейского сельского поселения.

## Население
| 1859 | 1914 | 2002 | 2007 | 2010 |
| ---- | ---- | ---- | ---- | ---- |
| 209  | ↗235 | ↘126 | ↘106 | ↘105 |

Согласно результатам переписи 2002 года, в национальной структуре населения русские составляли 97 % из 126 жителей.

## Достопримечательности
В селе расположена церковь Благовещения Пресвятой Богородицы (1781 года).

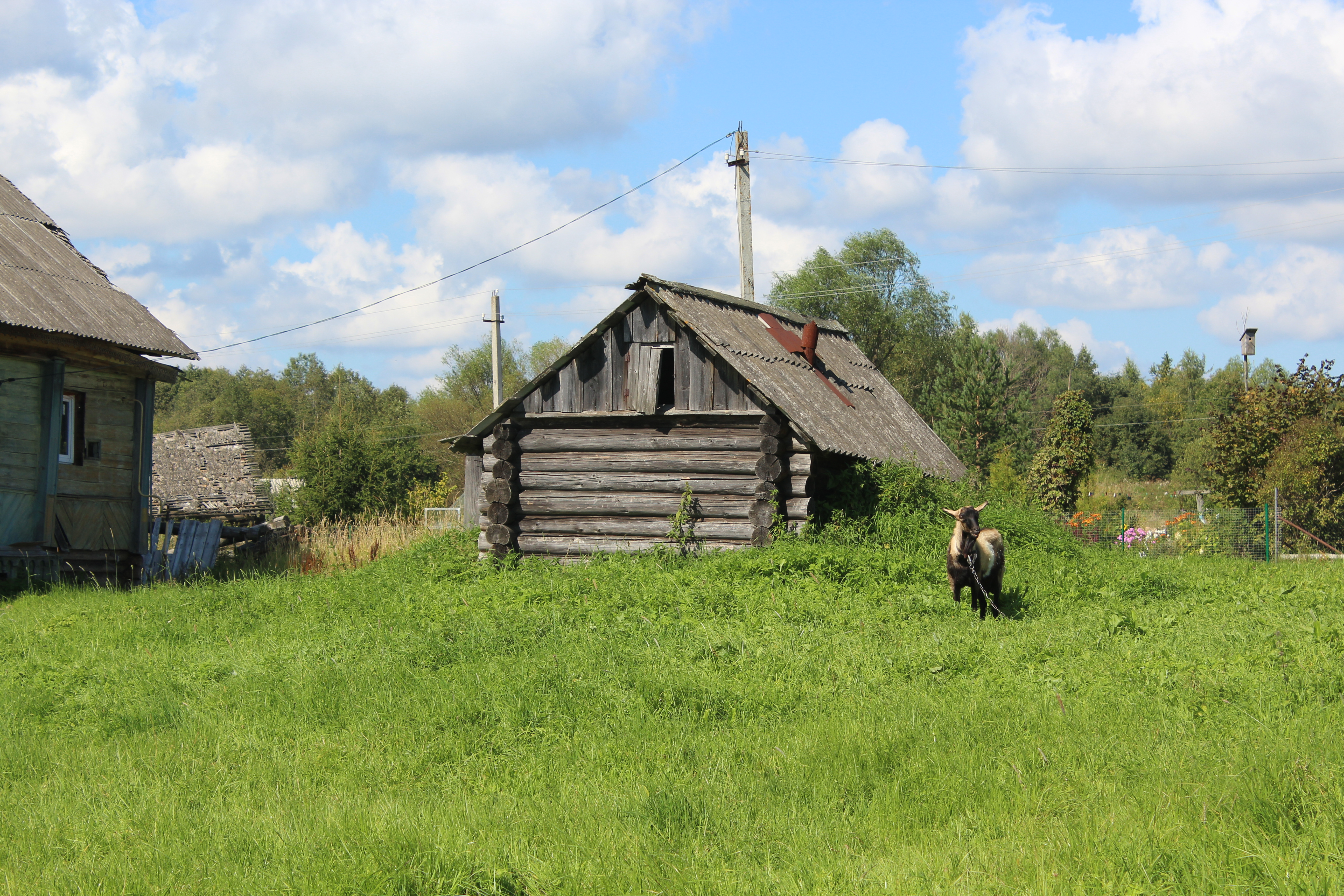
Баня в селе Марьино